# لاسلو كيس (لاعب كرة قدم)
لاسلو كيس (بالمجرية: Kiss László)‏ هو مدرب كرة قدم ولاعب كرة قدم مجري، ولد في 10 سبتمبر 1949 في بودابست في المجر. لعب مع نادي بودابست.